# Al-Faszn
Al-Faszn – miasto w Egipcie, w muhafazie Bani Suwajf. W 2006 roku liczyło 65 621 mieszkańców.